# CALRE
De CALRE, het acroniem voor de Conferentie van de Europese Regionale Wetgevende Assemblees, verenigt de Voorzitters van de Regionale Vergaderingen van Italië, Spanje, België, Duitsland, Oostenrijk, Verenigd Koninkrijk (Wales, Schotland, Noord-Ierland), Portugal (Azoren en Madeira), Finland (Åland-Eilanden).

## Oorsprong
De CALRE werd in 1997 opgericht in Oviedo, Spanje, na het debat over de betrokkenheid van de parlementaire dimensie in het besluitvormingsproces van de Europese Unie, zoals geïnitieerd door het Verdrag van Amsterdam. Op dezelfde manier als de nationale parlementen, en met de steun van de toenmalige voorzitter van het Europees Parlement, José María Gil-Robles y Gil-Delgado, hebben de regionale parlementen met wetgevende bevoegdheden een werkprogramma en politieke doelstellingen vastgesteld.
Sinds zijn oprichting in 1997, is de missie van de Conferentie van Europese Regionale Wetgevende Assemblees (CALRE) van de Europese Unie is de beginselen van democratische en participatieve binnen de Europese Unie (EU) te verdiepen, de waarden en beginselen van de regionale democratie te verdedigen en de banden tussen de regionale wetgevende vergaderingen te versterken, altijd met inachtneming van het beginsel van autonomie van elk parlement.

## Organisatie
De CALRE heeft geen rechtspersoonlijkheid en zijn hoofdkantoor valt samen met de zetel van de voorzitter pro tempore.
De organen van CALRE bestaan uit de voorzitter, gekozen voor een termijn van één jaar, die voor nog een jaar kan worden verlengd, plus de vice-voorzitter, het permanent comité en de voltallige vergadering. De secretaris-generaal en de werkgroepen zijn ondergeschikte organen.
Het permanent comité is samengesteld uit de voorzitter, vice-voorzitter, een voorzitter door staat, en de coördinatoren van de werkgroepen, de laatste zonder stemrecht.
De voltallige vergadering vergadert één keer per jaar (de laatste vier maanden van het jaar) waarbij de voorzitters van alle parlementen aanwezig zijn.
De voorzitter benoemt de secretaris-generaal voor zijn mandaat, wiens voornaamste taak het is het permanent comité bij te staan in de uitvoering van haar functie.
De werkgroepen zijn samengesteld in de voltallige vergadering, op verzoek van het permanente comité.

## Activiteit
De CALRE onderscheidde zich sinds de jaren van de Europese Conventie in het debat over subsidiariteit en samenwerking met de nationale Parlementen.
Wat betreft het eerste terrein, voorzagen ten eerste het Grondwettelijk Verdrag en het Verdrag van Lissabon dat daarop volgde, in de deelname van de regionale parlementen met wetgevende bevoegdheid in het vroege waarschuwingsproces (vroegtijdige waarschuwing) in combinatie met de respectievelijke nationale parlementen.
Op het tweede terrein heeft de CALRE deelgenomen met de Voorzitter van de Wetgevende Vergadering van de Azoren, met de Voorzitter van het Parlement van de Franse Gemeenschap van België en de Voorzitter van de Raad van Toscane in COSAC, zoals bijeen op 5 mei 2003 te Rome. Zij hebben ook, sinds 2003, de interparlementaire samenwerkingsinitiatieven bevorderd, met name op het gebied van democratie, met een conferentie die werd gehouden in het Palazzo Vecchio in Florence, en gevolgd door een conferentie tussen nationale en regionale parlementen gehouden in de vergaderzaal van de Raad van Europa, in Straatsburg, op 12 September 2007.